# Naturschutzgebiet Brüche

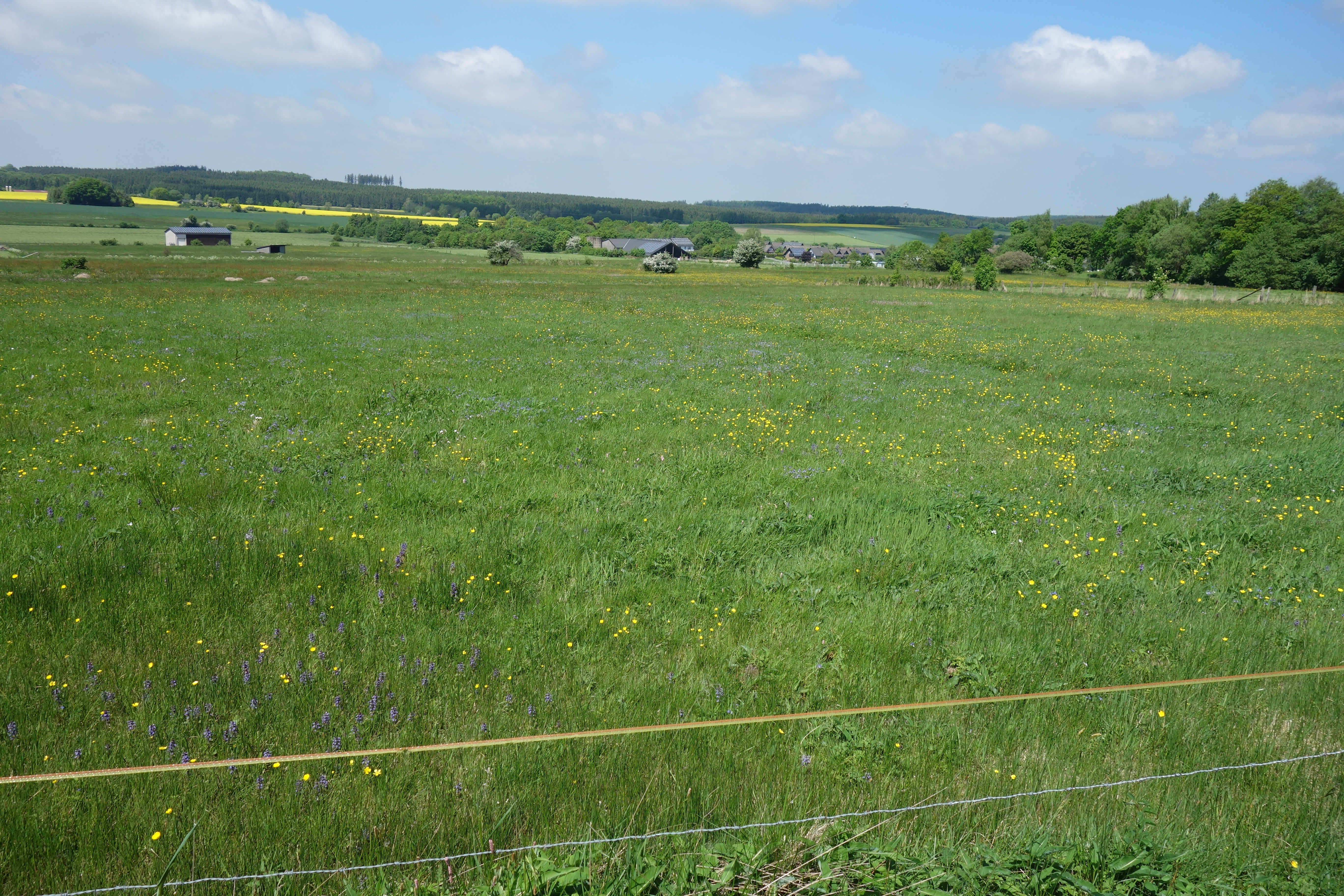
Feuchtwiesenbereich im Südosten vom Naturschutzgebiet Brüche

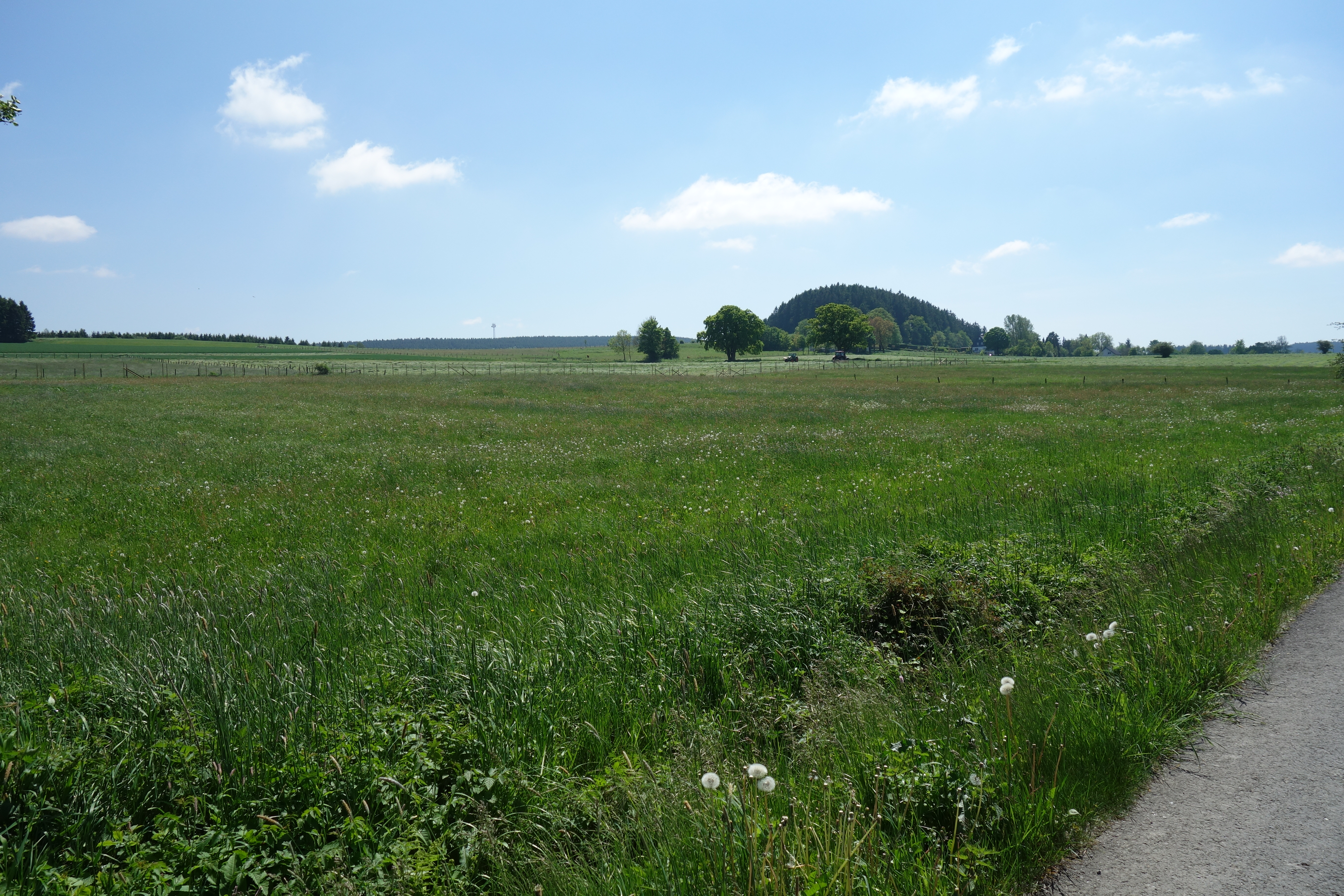
Mähwiesen im Naturschutzgebiet Brüche

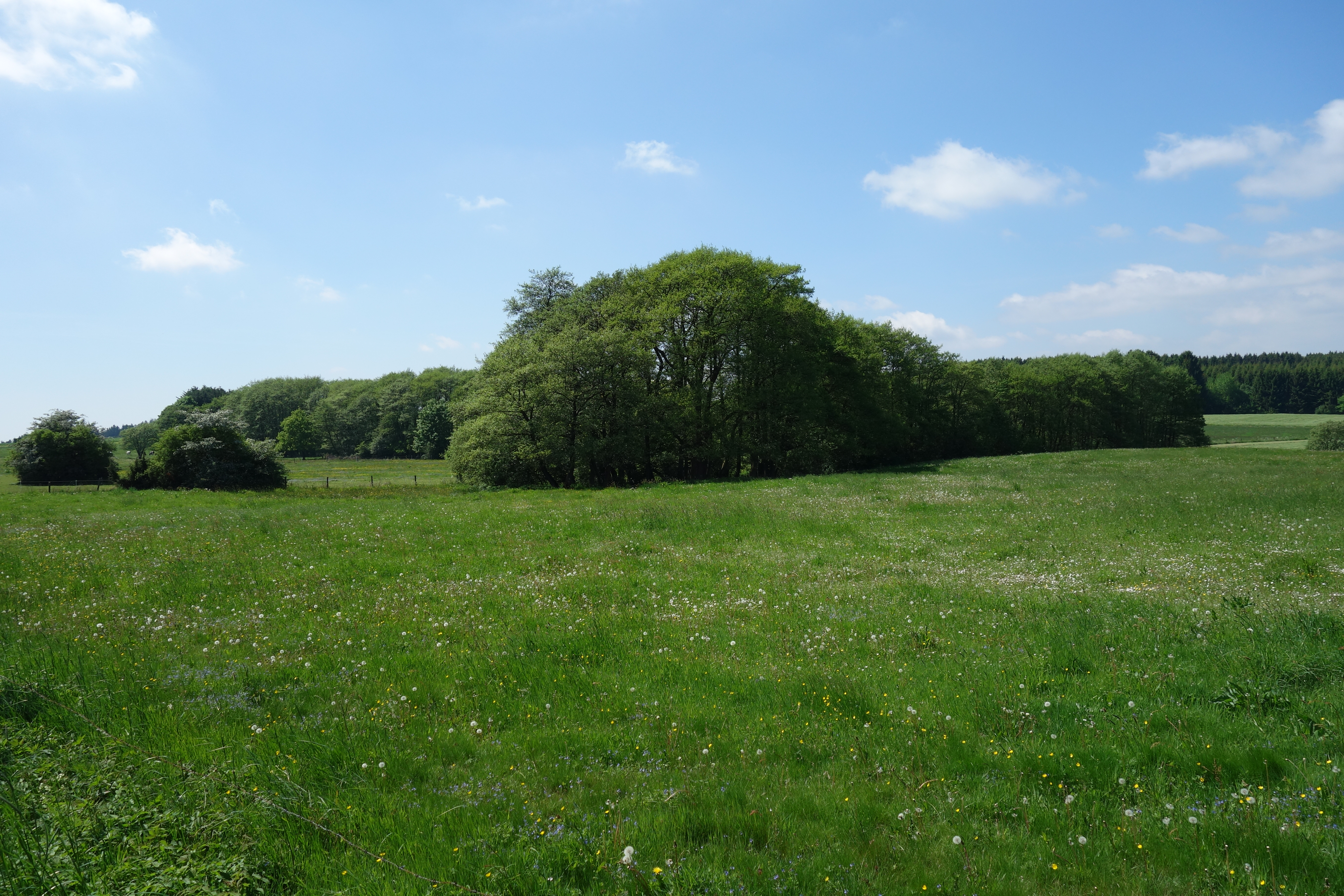
Erlenwaldbereich im nördlichen Bereich vom Naturschutzgebiet Brüche

Das Naturschutzgebiet Brüche mit einer Größe von 53,83 ha liegt zwischen Scharfenberg und Rixen im Stadtgebiet von Brilon. Das Gebiet wurde 2008 mit dem Landschaftsplan Briloner Hochfläche durch den Hochsauerlandkreis als Naturschutzgebiet (NSG) ausgewiesen. Östlich an das NSG grenzt das Landschaftsschutzgebiet Feuchtgrünland Brüche und Waldbruch. Das NSG gehört seit 2023 zum Vogelschutzgebiet Diemel- und Hoppecketal mit angrenzenden Wäldern.

## Gebietsbeschreibung
Beim NSG handelt es sich um einen Grünlandkomplex mit wertvollem Feucht und Magergrünland sowie kurzen, naturnahen Quellläufen. Das NSG liegt auf einem flach nach Nordwesten abfallende Hang und wird morphologisch durch zwei Tälchen gegliedert. Das Grünland wird meist als Mähwiese genutzt. Das Grünland ist großteils als intensiv genutzte Fettwiesen und Fettweiden zu bezeichnen. Das NSG wird von mehreren Entwässerungsgräben bzw. grabenartig ausgebauten ehemaligen Bächen durchzogen. Im gesamten NSG entlang dieser Gräben sind immer wieder kleinere, lokal von Seggen- und Binsensümpfen begleitete Feuchtgrünlandparzellen zu finden. Wo diese aufgrund zunehmender Nässe extensiver bewirtschaftet werden, ist in der Regel ein mit Feuchtezeigern durchsetztes Magergrünland ausgebildet. Die Feuchtgrünlandreste sind teils mit Binsen, Mädesüß und Sumpf-Schafgarbe bewachsen. Ein größerer Feucht- und Nassweidebereich ist am östlichen Rand des NSG erhalten geblieben, ein hier vorkommender Entwässerungsgraben wird nicht mehr unterhalten und ist infolge von Beweidung flächig versumpft. In diesem Bereich finden sich auch schwerpunktmäßig magere Rotschwingel-Straußgras-Weiden mit z. T. viel Rundblättriger Glockenblume.
Im NSG entspringt in einem Quellfächer der Bach Musenbecke. Der Quellfächer der Musenbecke ist weitgehend naturnah mit einer abschnittsweisen Ufergehölzbestockung mit schmalen Erlen-Auengehölzsäumen. Im direkt angrenzenden Naturschutzgebiet Talsystem der Glenne fließt Musenbecke Richtung Nordwesten. Im Bereich des Quellfächers befinden sich Reste eines durch zunehmende Entwässerung ruderalisierten Erlenbruchwaldes. Überwiegend im Westteil des NSG kommen Einzelgehölze vor wie ältere Eichen oder lückige Gebüsche entlang der Zäune und Wege. Landschaftsbildprägend sind insbesondere einige Schwarzerlen in Einzel- oder Gruppenstellung.
Das NSG Brüche ist als großflächiger Grünlandbereich von hoher Bedeutung als Lebensraum für Wiesenarten. So wurde der gefährdete Wiesenpieper nachgewiesen. Die Feucht-, Nass- und Magergrünlandreste im NSG enthalten auch gefährdete Pflanzenarten wie den Teufelsabbiss und die Hirse-Segge.
Es wurden durch das Landesamt für Natur, Umwelt und Verbraucherschutz Nordrhein-Westfalen weitere Pflanzenarten wie Bachbunge, Bitteres Schaumkraut, Brennender Hahnenfuß, Echter Baldrian, Echtes Mädesüß, Flatter-Binse, Flutender Schwaden, Frauenfarn, Gamander-Ehrenpreis, Gänseblümchen, Geflecktes Johanniskraut, Gemeine Braunelle, Gemeines Hornkraut, Gewöhnlicher Gilbweiderich, Gras-Sternmiere, Großer Wiesenknopf, Kleine Bibernelle, Kleiner Baldrian, Kleiner Dornfarn, Kriechender Hahnenfuß, Kuckucks-Lichtnelke, Quell-Sternmiere, Rundblättrige Glockenblume, Schlangen-Knöterich, Spitzlappiger Frauenmantel, Sumpf-Dotterblume, Sumpf-Labkraut, Sumpf-Schachtelhalm, Sumpf-Schafgarbe, Sumpf-Veilchen, Sumpf-Vergissmeinnicht, Teich-Schachtelhalm, Wald-Engelwurz, Wald-Schachtelhalm, Wasser-Minze, Wiesen-Sauerampfer und Zweiblättrige Schattenblume nachgewiesen.

## Schutzzweck
Das NSG wurde zur Erhaltung und Optimierung eines Feuchtgrünlandgebietes mit hohem ökologischem Standortpotenzial als aktueller und potenzieller Lebensraum von teilweise seltenen und gefährdeten Tier- und Pflanzenarten. Das NSG soll auch dem Schutz eines Trittsteinbiotops im Zusammenhang mit ähnlichen Grünland-Naturschutzgebieten nord-
nordöstlich Naturschutzgebiet Waldbruch und östlich dieses Gebietes Naturschutzgebiet Bindel sowie in Ergänzung vom Naturschutzgebiet Talsystem der Glenne dienen.
Wie bei allen Naturschutzgebieten in Deutschland wurde in der Schutzausweisung darauf hingewiesen, dass das Gebiet „wegen der Seltenheit, besonderen Eigenart und Schönheit des Gebietes“ zum Naturschutzgebiet wurde. Schutz eines Grünlandgebietes mit seltenen und gefährdeten Tier- und Pflanzenarten.

## Gefährdungen und Schutzmaßnahmen
Das Fachinformationssystem vom Landesamt für Natur, Umwelt und Verbraucherschutz Nordrhein-Westfalen führt als Gefährdungen Drainagen, Entwässerungsgräben und zu intensive Grünlandbewirtschaftung auf. Das Landesamt fordert als Schutzmaßnahmen Erhaltung der Landschaftsstrukturen, eine extensive Grünlandbewirtschaftung bei Mahd und Beweidung, keine Düngung, das Schließen und Anstau von Entwässerungseinrichtungen, die Umwandlung von Acker in Grünland und die Wiedervernässung entwässerter Bereiche.